# Sigurd Pontén
Sigurd Natanael Jacobson Pontén, även kallad Sigurd J:son Pontén, född 12 april 1890 i Oppeby församling i Östergötlands  län, död 6 maj 1988 i Katrineholms församling i Södermanlands län, var en svensk agronom och direktör.
Sigurd Pontén tillhörde släkten Pontén från Småland; fadern Axel Jacobsson var kyrkoherde i Skedevi och modern Tekla var dotter till kyrkoherden Johan Anton Pontén, två yngre bröder var Birger Pontén och Ruben Pontén.
Efter agronomexamen 1917 var han lärare vid Bjärka-Säby lantbruksskola fram till 1924 då han blev konsulent vid Södermanlands läns hushållningssällskap fram till 1931 varpå han under ett år innehade samma befattning hos Skaraborgs läns hushållningssällskap. Han var sedan direktör och föreståndare för Klagstorps lantbruksskola från 1932.
Han blev ledamot av styrelsen för Skaraborgs Enskilda Bank från 1935 och blev ordförande där 1945. Han innehade även ordförandeposten i andra sammanslutningar, däribland Skövde kretsavdelning av Skaraborgs läns hushållningssällskap från 1945, länets jordbrukskommitté från 1946 och Skövde lantmannaförening. Som ledamot satt han i Skaraborgs läns kontrollförening, förvaltningsutskottet i Avelsföreningen för svensk röd och vit boskap. Han var riddare av Vasaorden (RVO) och ledamot av Lantbruksakademien (LLA).
Pontén gifte sig 1920 med Greta Fischer (1892–1989) och tillsammans fick de fyra barn: socionomen Marianne Stocklassa (född 1921), advokaten Lennart Pontén (1922–1998), Kerstin Neumüller (1924–1982) och Märta Claesson (född 1925).